# Centronyx
Centronyx — рід горобцеподібних птахів родини Passerellidae. Представники цього роду мешкають в Північній Америці. Представників цього роду раніше відносили до роду Багновець (Ammodramus), однак за результатами молекулярно-генетичного дослідження вони були переведені до відновленого роду Centronyx.

## Види
Виділяють два види:
- Багновець польовий (Centronyx bairdii)
- Багновець рудокрилий (Centronyx henslowii)

## Етимологія
Наукова назва роду Centronyx походить від сполучення слів дав.-гр. κεντρον — шпора і ονυξ — пазур.